# День опричника
«День опричника» — антиутопічний сатиричний роман російського письменника Володимира Сорокіна, написаний в 2006 і виданий в 2010 році. Книга, за задумом письменника, сатирично змальовує долю, яка чекає Росію у разі продовження поточного політичного курсу. Крім російської, книга була видана ще 6-ма мовами. У 2013 році роман номінувався на Міжнародну Букерівську премію.
Роман присвячений відомому опричнику Малюті Скуратову. Дія книги відбувається у Росії 2028 року, відгородженій від решти світу Великою Російською Стіною. У країні відновлено самодержавство, процвітають ксенофобія, протекціонізм, лубочно-квасний патріотизм і всевладдя каральних органів, що творять постійні репресії, а єдиними джерелами доходу країни, що нічого не виробляє, є продаж природного газу і побори з транзиту китайських товарів до Європи. Сюжет описує один день з життя опричника Андрія Ком'яги. Лицемірно носячи образ борця за високу мораль і патріота, опричник здійснює аморальні чи просто негідні вчинки, що стали нормою в Росії майбутнього.

## Сюжет
Андрій Ком'яга — високопоставлений опричник, він живе в московському маєтку («теремі») з прислугою, відібраному в «ворогів народу». На службу їздить на мерседесі («мерині»), з прив'язаними до бампера символами давніх опричників — мітлою і собачою головою. Для опричників виділено окрему смугу дорожнього руху.
Одного зимового ранку Андрій має завдання — вчинити розправу над «стовбовим дворянином» Іваном Куніциним, оголошеним зрадником. В того велика охорона, опричники домовляються виставити на бій свого бійця Погоду проти найсильнішого охоронця. Погода перемагає, охоронці відступають, опричники отримують наказ знищити маєток Куніцина. Загін Ком'яги викрадає дітей дворянина, його самого вбивать, дружину ґвалтують, а будинок спалюють з вогнеметів, про що згодом доповідають своєму начальнику Баті. Потім вони вирушають у Кремль, якому повернено давнє біле оформлення стін. Там опричники відвідують Успенський собор і моляться за відпущення гріхів. Ком'яга виконує обов'язки цензора навіть при тому, що на всю Росію лишилося трохи більше сотні письменників і три газети. Ком'яга відвідує ворожку, в якої запитує про майбутнє Росії; вона відповідає, що з Росією буде «нічого». Він міркує про те, які повинні бути книги та пісні, побіжно згадуючи історію. Йому доводиться встряти в конфлікт з митниками, що давно ворогують з опричниками, та думати де знайти лазівку в законах транзиту китайських товарів. Один з його підлеглих виявляється надто завзятим, Ком'яга планує його «погасити».
Під кінець дня Ком'яга разом з іншими опричниками відвідує вечерю в цариці. Там же присутні різні високопосадовці, з-поміж них торговий представник України Стефан Голобородько. Присутні, сп'янівши, журяться, що все в країні китайське, проте тост за царя звеселяє їх. Потім опричників запрошують в баню, де дізнаються, що Андрій Урусов, зять царя, потрапив у немилість. Ком'яга приймає наркотик і бере участь в гомосексуальній оргії опричників, наостанок кажучи, як мудро зробив цар, придумавши так укріплювати товариський дух опричників. Але лишається ще одне завдання — молоді опричники за наказом Баті убивають ножами Урусова. Ком'яга задумується чому цю справу не доручили його загону, побоюючись, що втрачає довіру.
Ком'яга отямлюється рано вранці вдома, куди його привезли п'яним. Він тішиться, що робить потрібну державі справу та закінчує монолог словами: «А поки жива опричина, жива і Росія. І слава Богу».

## Інтерпретації
«День опричника» не був першим романом, де майбутнє Росії зображено як повернення до середньовічного ладу. Зокрема, така спроба була в романі Тетяни Толстої «Кись». «День опричника» Стівен Коткін — професор Прінстонського університету, охарактеризував як ілюстрацію повного зрощення державних і кримінальних структур в путінській Росії.
Російський і американський культуролог Борис Парамонов відгукнувся, що в фільмі Сергія Ейзенштейна «Іван Грозний» (1945, 1958) опричнина «…чоловічий монастир, в якому справляють чорні гомосексуальні меси. Цей образ підхоплює у нього Сорокін, даючи ще одну загальнокультурну російську проєкцію своїй мабуть новаторській, але такий, по суті, традиційній російської книзі». Також він підкреслив: «Пам'ятаю, читаючи вперше „День опричника“, я не міг не помітити певної схожості цього твору зі знаменитим солженіцинським — „Одним днем Івана Денисовича“ (це ж відзначив і рецензент англійського видання). Той же композиційно-оповідний прийом: робочий день з підйому до відбою — як би не різнилися ці дні за змістовим своїм наповненням».
На думку російського філолога Олександра Кубасова, Сорокін бачить історію циклічною, а оприччину — архетиповою, а тому вічною. Таким чином, письменник стверджує про органічність для російської історії тоталітарного устрою. В цьому його відмінність від Михайла Салтикова-Щедріна, на якого Сорокін посилається. Салтиков-Щедрін бачив самодержавну Росію такою, що віджила свій час і повинна бути замінена іншим ладом. Сорокін же описує її не кінцем розвитку російського суспільства, а станом, з якого немає виходу.
Дмитро Десятерик у газеті «День» написав з приводу російського вторгнення в Україну 2022 року, що «Антиутопія Сорокіна є видумкою лише в тому, що стосується антуражу; термінологія, костюми й стиль мовлення можуть бути різні, але цар і опричнина — по суті завжди одні й ті самі. Бо ця взаємно закохана парочка власне і є головною опорою російської державності. Цар наказує, опричник виконує […] Упирі знають, що програють. І тому намагаються забрати якомога більше життів, перекреслити якомога більше надій».
З того ж приводу сам автор, Володимир Сорокін, відгукнувся: «Парадоксально, але принцип російської влади за останніх п'ять століть навіть віддалено не змінився. Я вважаю це за головну трагедію нашої країни». Письменник підкреслив, що його антиутопія збулася: «Ідеологія Путінізму дуже еклектична; в ньому повага до радянського сусідить з феодальною етикою, Ленін ділить ложе з Царською Росією та Російським Православним Християнством». Як сподівається Сорокін, «А він [Путінізм] обов'язково впаде, напад на вільну Україну — це початок кінця», тому що «хоче нового Середньовіччя, корупції, брехні та зневажання людських свобод. Тому що він минуле».

## Продовження
З наступної книги автора, яку було опубліковано у 2008 році, продовження роману — збірки «Цукровий Кремль», стає відомо, що до весни 2028 року запаси природного газу вже вичерпані і країну чекають важкі соціальні потрясіння. У ході палацового перевороту гине і головний герой роману.

## Видання українською
- Сорокін Володимир. День опричника / пер. з рос. Олександр Ушкалов. Фоліо, 2010. 192 с. ISBN: 978-966-03-5134-9[8]